# Jordan Malone
Jordan Malone (Denton, 20 aprile 1984) è un pattinatore di short track statunitense.

## Palmarès

### Olimpiadi
- 2 medaglie:
  - 1 argento (5000 m staffetta a Soči 2014);
  - 1 bronzo (5000 m staffetta a Vancouver 2010).

### Campionati mondiali
- 2 medaglie:
  - 1 oro (5000 m staffetta a Vienna 2009);
  - 1 argento (5000 m staffetta a Sofia 2010).

### Campionati mondiali a squadre
- 2 medaglie:
  - 1 oro (Harbin 2008);
  - 1 bronzo (Heerenveen 2009).